# Pendere Saril
Pendere Saril is een bestuurslaag in het regentschap Aceh Tengah van de provincie Atjeh, Indonesië. Pendere Saril telt 906 inwoners (volkstelling 2010).